# Пул енд Беър
„Пул енд Беър“ (на испански: Pull&Bear) е испанска верига магазини за мода, собственост на корпорацията Индитекс, собственик на марките Zara и Bershka. Търговецът е отличителен със своите европейски стилове на облекло. Основана е в Нарон през 1986 г., но чак през 1991 г. официално стартира с името си. Представена е в Европа, Африка, Азия и Латинска Америка с 817 магазина (272 от които в Испания). В България „Пул енд Беър“ разполага с 4 магазина, 2 от които в София, другите се намират в Пловдив и Варна.